# Степовое (Первомайский район, Николаевская область)
Степовое (укр. Степове) — село в Первомайском районе Николаевской области Украины.
Население по переписи 2001 года составляло 341 человек. Почтовый индекс — 55275. Телефонный код — 5161.

## Местный совет
55274, Николаевская область, Первомайский район, село Степковка, улица Юбилейная, 3, телефон 65-1-31.